# Cusance
Cusance ist eine französische Gemeinde mit 76 Einwohnern (Stand: 1. Januar 2022) im Département Doubs in der Region Bourgogne-Franche-Comté.

## Geographie
Cusance liegt auf 305 m, sechs Kilometer südöstlich von Baume-les-Dames und etwa 32 Kilometer ostnordöstlich der Stadt Besançon (Luftlinie). Das Dorf erstreckt sich im Jura, in einer Talweitung des Cusancin, zwischen den Höhen der Lomontkette im Norden und dem Hochplateau von Montivernage im Süden.
Die Fläche des 4,04 km² großen Gemeindegebiets umfasst einen Abschnitt des französischen Juras. Der Hauptteil des Gebietes wird vom Tal des Cusancin eingenommen. Der Fluss strömt hier durch ein ungefähr 150 m tief in die umgebenden Plateaus eingeschnittenes Tal von Osten nach Westen, wobei die flache Talniederung im Bereich des Dorfes maximal 300 m breit wird. In zwei halbrunden Talkesseln bei Le Val östlich des Dorfes befinden sich die Karstquellen der Source Noire und der Source Bleue. Aus ihren Abflüssen, der Cuse und der Ance, entsteht der Cusancin. Auf beiden Seiten wird das Tal von steilen Hängen flankiert, die an verschiedenen Orten von Kalkfelswänden und markanten Vorsprüngen überragt werden. Nach Osten erstreckt sich das Gemeindeareal in ein Trockental, das mit mehreren Talmäandern ebenfalls tief in die Hochflächen eingesenkt ist. Es stellt die Verbindung zwischen dem Becken von Sancey und dem Cusancin her. Sowohl im Norden als auch im Süden verläuft die Gemeindegrenze meist entlang dem Plateaurand. Mit 490 m wird am Rand des Hochplateaus oberhalb von Mont Noirot die höchste Erhebung von Cusance erreicht.
Zu Cusance gehören der Weiler Le Val (310 m) im Talkessel des Cusancin bei der Source Bleue sowie einige Einzelhöfe. Nachbargemeinden von Cusance sind Lomont-sur-Crête im Norden, Crosey-le-Petit und Servin im Osten, Lanans und Montivernage im Süden sowie Guillon-les-Bains im Westen.

## Geschichte
Um 670 gründete Ermenfrid, ein Schüler von Columban, im Tal des Cusancin ein Benediktinerpriorat. Die Mönche machten die Gegend urbar. Neben dem Kloster entwickelte sich im Lauf der Zeit die Siedlung Cusance. Im Mittelalter bildete Cusance den Mittelpunkt einer Herrschaft. Die Burg wurde während der Burgunderkriege Ende des 15. Jahrhunderts zerstört. Zusammen mit der Franche-Comté gelangte Cusance mit dem Frieden von Nimwegen 1678 an Frankreich.

## Sehenswürdigkeiten

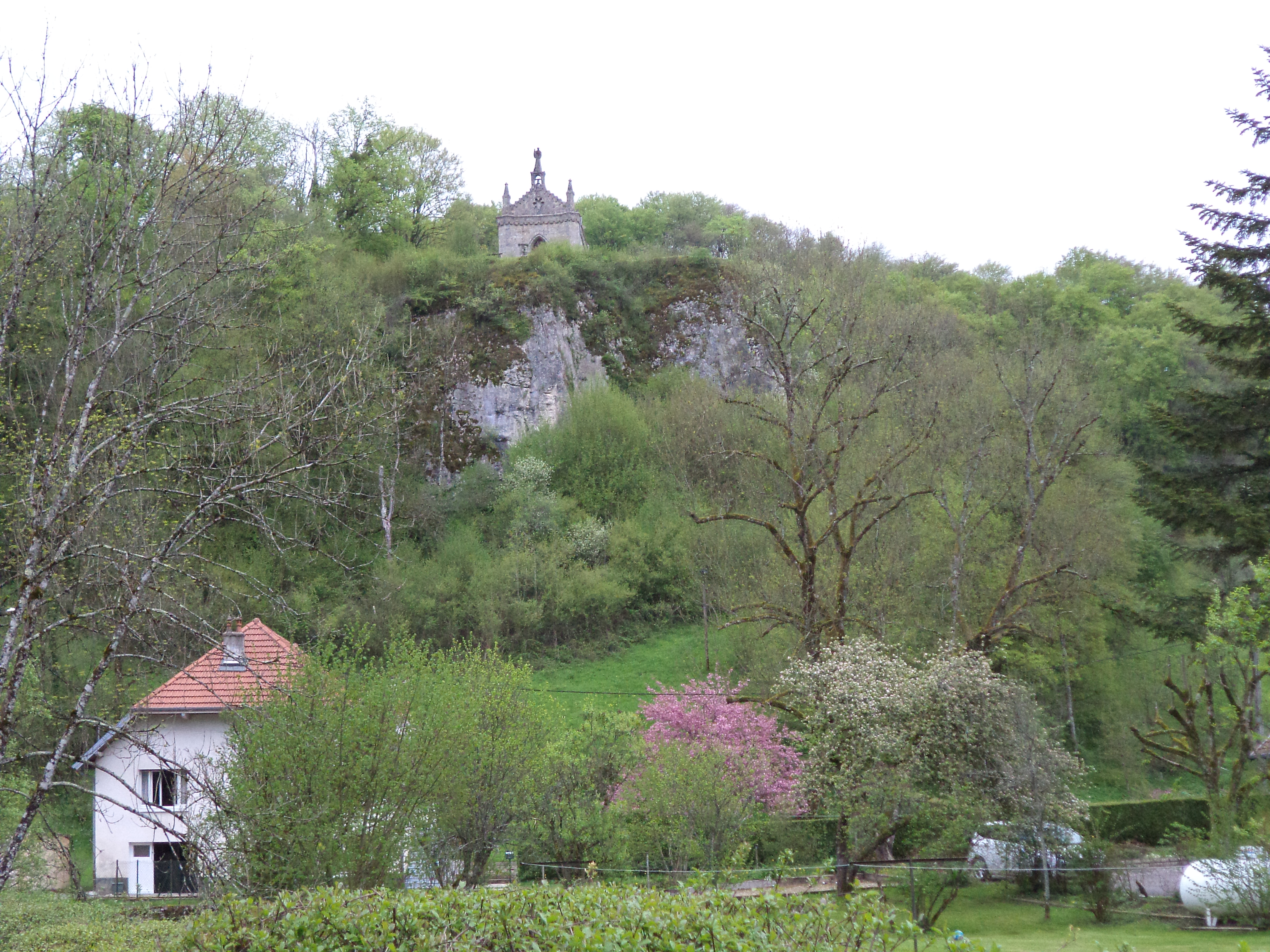
Saint-Ermenfroi-Kapelle

Die Kirche Saint-Léger (auch als Notre-Dame-de-Cusance bezeichnet), die im 18. Jahrhundert neu erbaut wurde, befindet sich beim ehemaligen Priorat. Von der ehemaligen mittelalterlichen Burg (13. Jahrhundert) der Herren von Cusance sind Ruinen erhalten. Zu den Natursehenswürdigkeiten der Region zählt die Source Bleue, eine Karstquelle in einem vom Wasser gefüllten, trichterförmigen Quelltopf. Nahebei steht die Kapelle Saint-Ermenfroi, zu deren Ausstattung eine Statue der Heiligen Jungfrau aus dem 15. Jahrhundert gehört.

## Bevölkerung
| Jahr                       | 1962 | 1968 | 1975 | 1982 | 1990 | 1999 | 2005 |
| Einwohner                  | 92   | 79   | 83   | 69   | 68   | 75   | 87   |
| Quellen: Cassini und INSEE |      |      |      |      |      |      |      |

Mit 76 Einwohnern (Stand 1. Januar 2022) gehört Cusance zu den kleinsten Gemeinden des Département Doubs. Nachdem die Einwohnerzahl in der ersten Hälfte des 20. Jahrhunderts deutlich abgenommen hatte (1881 wurden noch 179 Personen gezählt), wurde seit Beginn der 1990er Jahre wieder ein leichtes Bevölkerungswachstum verzeichnet.

## Wirtschaft und Infrastruktur
Cusance war bis weit ins 20. Jahrhundert hinein ein vorwiegend durch die Landwirtschaft (Ackerbau, Obstbau und Viehzucht) geprägtes Dorf. Die Wasserkraft des Cusance wurde früher für den Betrieb von Mühlen und Sägereien genutzt. Daneben gibt es heute einige Betriebe des lokalen Kleingewerbes. Einige Erwerbstätige sind auch Wegpendler, die in den größeren Ortschaften der Umgebung ihrer Arbeit nachgehen.
Die Ortschaft liegt abseits der größeren Durchgangsstraßen an einer Departementsstraße, die von Pont-les-Moulins durch das Tal des Cusancin nach Lanans führt. Eine weitere Straßenverbindung besteht mit Lomont-sur-Crête.

## Persönlichkeiten
- Claude Pouillet (1790–1868), Physiker